# 佛羅倫斯 (印地安納州)
佛羅倫斯（英語：Florence）是位於美國印地安納州瑞士縣的一個人口普查指定地區。該地的面積和人口皆未知。

## 地理
佛羅倫斯所處的海拔為高於海平面145米（即476英呎），而該地所採用的時區為UTC-5，即北美東部時區（EST）。同時該地設有夏令時間，為UTC-5調快一小時，即UTC-4（EDT）。